# Роман Коллар
Роман Коллар (словац. Roman Kollar; нар. 22 вересня 1974, Дунайська Стреда, Трнавський край, Словацька Соціалістична Республіка, ЧССР) — чехословацький, у подальшому чеський та словацький борець вільного стилю, учасник Олімпійських ігор.

## Життєпис
Боротьбою почав займатися з 1984 року. На початку спортивної кар'єри на міжнародному рівні виступав за чехословацьку збірну. У її складі у 1991 році став чемпіоном Європи серед юніорів. У 1992 році представляв Чехію на чемпіонаті світу серед юніорів, де здобув бронзову нагороду. 1993 року дебютував у складі словацької збірної на чемпіонаті Європи серед дорослих. У подальшому виступав на чемпіонатах світу і Європи лише у складі збірної Словаччини. Також представляв цю країну на Олімпійських іграх.
Виступав за спортивні клуби «Дунайплавба» і «DAC» Братислава та «Дукла» Тренчин. У складі останньої 1992 року став чемпіоном Чеської і Словацької Федеративної Республіки з вільної боротьби у ваговій категорії до 48 кг. Тренери — Дан Карабін (з 2001), Петр Хір'як (з 2003).

## Спортивні результати на міжнародних змаганнях

### Виступи на Олімпіадах
| Змагання                    | Збірна     | Вагова категорія          | Місце |
| --------------------------- | ---------- | ------------------------- | ----- |
| Літні Олімпійські ігри 1996 | Словаччина | вільна боротьба, до 52 кг | 13    |

### Виступи на Чемпіонатах світу
| Змагання                        | Збірна     | Вагова категорія          | Місце |
| ------------------------------- | ---------- | ------------------------- | ----- |
| Чемпіонат світу з боротьби 1991 | ЧСФР       | вільна боротьба, до 48 кг | 10    |
| Чемпіонат світу з боротьби 1995 | Словаччина | вільна боротьба, до 52 кг | 22    |
| Чемпіонат світу з боротьби 1999 | Словаччина | вільна боротьба, до 54 кг | 19    |
| Чемпіонат світу з боротьби 2001 | Словаччина | вільна боротьба, до 54 кг | 21    |
| Чемпіонат світу з боротьби 2003 | Словаччина | вільна боротьба, до 55 кг | 24    |
| Чемпіонат світу з боротьби 2005 | Словаччина | вільна боротьба, до 55 кг | 24    |

### Виступи на Чемпіонатах Європи
| Змагання                         | Збірна     | Вагова категорія          | Місце |
| -------------------------------- | ---------- | ------------------------- | ----- |
| Чемпіонат Європи з боротьби 1992 | ЧСФР       | вільна боротьба, до 48 кг | 9     |
| Чемпіонат Європи з боротьби 1993 | Словаччина | вільна боротьба, до 48 кг | 10    |
| Чемпіонат Європи з боротьби 1994 | Словаччина | вільна боротьба, до 52 кг | 6     |
| Чемпіонат Європи з боротьби 1995 | Словаччина | вільна боротьба, до 52 кг | 12    |
| Чемпіонат Європи з боротьби 1996 | Словаччина | вільна боротьба, до 52 кг | 8     |
| Чемпіонат Європи з боротьби 1998 | Словаччина | вільна боротьба, до 54 кг | 11    |
| Чемпіонат Європи з боротьби 2000 | Словаччина | вільна боротьба, до 54 кг | 12    |
| Чемпіонат Європи з боротьби 2002 | Словаччина | вільна боротьба, до 55 кг | 9     |

### Виступи на інших змаганнях
| Змагання                                                         | Збірна     | Вагова категорія          | Місце |
| ---------------------------------------------------------------- | ---------- | ------------------------- | ----- |
| Гран-прі Німеччини з боротьби 1996                               | Словаччина | вільна боротьба, до 57 кг | 10    |
| Олімпійський кваліфікаційний турнір з боротьби 2000 (Мінськ)     | Словаччина | вільна боротьба, до 54 кг | 21    |
| Олімпійський кваліфікаційний турнір з боротьби 2004 (Братислава) | Словаччина | вільна боротьба, до 55 кг | 10    |

### Виступи на змаганнях молодших вікових груп
| Змагання                                       | Збірна         | Вагова категорія          | Місце  |
| ---------------------------------------------- | -------------- | ------------------------- | ------ |
| Чемпіонат світу з боротьби серед кадетів 1990  | Чехословаччина | вільна боротьба, до 40 кг | 5      |
| Чемпіонат Європи з боротьби серед юніорів 1991 | Чехословаччина | вільна боротьба, до 46 кг | Золото |
| Чемпіонат світу з боротьби серед юніорів 1992  | Чехія          | вільна боротьба, до 46 кг | Бронза |
| Чемпіонат Європи з боротьби серед молоді 1992  | Чехія          | вільна боротьба, до 48 кг | 5      |